# 12087 Tiffanylin
12087 Tiffanylin è un asteroide della fascia principale. Scoperto nel 1998, presenta un'orbita caratterizzata da un semiasse maggiore pari a 2,2110257 UA e da un'eccentricità di 0,1612976, inclinata di 3,48607° rispetto all'eclittica.